# 福田敏南
福田 敏南（ふくだ としなみ、1920年 - 没年不詳）は、日本の学校経営者、学校法人福田学園（現・学校法人純真学園）理事長を長く務め、東和大学学長、純真女子短期大学学長なども歴任した。
福田昌子の弟。

## 経歴
父親は裁判官で、兄福田喜東と長姉福田昌子は後にそれぞれ衆議院議員となった。
1938年福岡県中学修猷館、1942年第一高等学校文科丙類を経て、東京帝国大学法学部在学中に満州へ出征して3年間のシベリア抑留を経験し、復員後は官僚となり、商工省（後の通商産業省）に入省した。1972年から1974年にかけて勤めた福岡通産局長を最後に通産省を退職し、1976年1月28日付で学校法人福田学園（現・学校法人純真学園）理事長および純真女子短期大学第二代学長となって、同年の第34回衆議院議員総選挙に福岡県第1区から出馬したが、落選した。

### 福田学園理事長
1983年に、埼玉純真女子短期大学の開学をめぐって、学園の理事のひとりであった次姉の福田純子と対立したことを契機に、福田敏南は、学園を相手どって理事長としての確認を求める訴えを起こし、最終的には1990年に福岡地方裁判所が理事長の地位を確認した。
以降1997年頃まで、理事会を開催せずに学園の運営にあたった。
この間、1987年からは、当時、学園傘下にあった埼玉県の私立東和大付属昌平高校（後の昌平中学・高等学校）において、教員や保護者の反発を受けながらも校長を交代させ、教員5人を懲戒解雇するなど、強い指導力を発揮した。
1987年には、大分県国見町にある造り酒屋の木造建築（通称「さんがいや」）を学園として買い取り、学生寮「濤音寮（とういんりょう）」としたが、その後ほとんど利用されなかった。
また、1995年に「学園の野外研修施設を造る」として岡山県倉敷市にある上水島という瀬戸内海の無人島を、学園の資金4億5千万円で購入したが、この一件について背任容疑で告発され、2000年に逮捕された。
1997年には、「東洋学研究所」を設けるとして、豊前市の小学校跡地を購入し、計画を陣頭指揮していたが、福田理事長の逮捕で計画は宙に浮いた。
2000年2月17日付で理事長を退任し、後任の理事長には長男の福田庸之助が就任した。

## おもな著書
- 新しい日本への道標：私はこう考える これからの経済、教育、福祉をどうするか、日新報道、1975年